# 23232 Бушур
23232 Бушур (23232 Buschur) — астероїд головного поясу, відкритий 21 листопада 2000 року.
Тіссеранів параметр щодо Юпітера — 3,469.